# Jefferson Memorial
Le Jefferson Memorial est un monument situé à Washington, D.C. et dédié à Thomas Jefferson (1743 – 1826). Il est construit dans le style néoclassique, avec un dôme et un portique blancs. Son architecte est John Russell Pope.

## Histoire

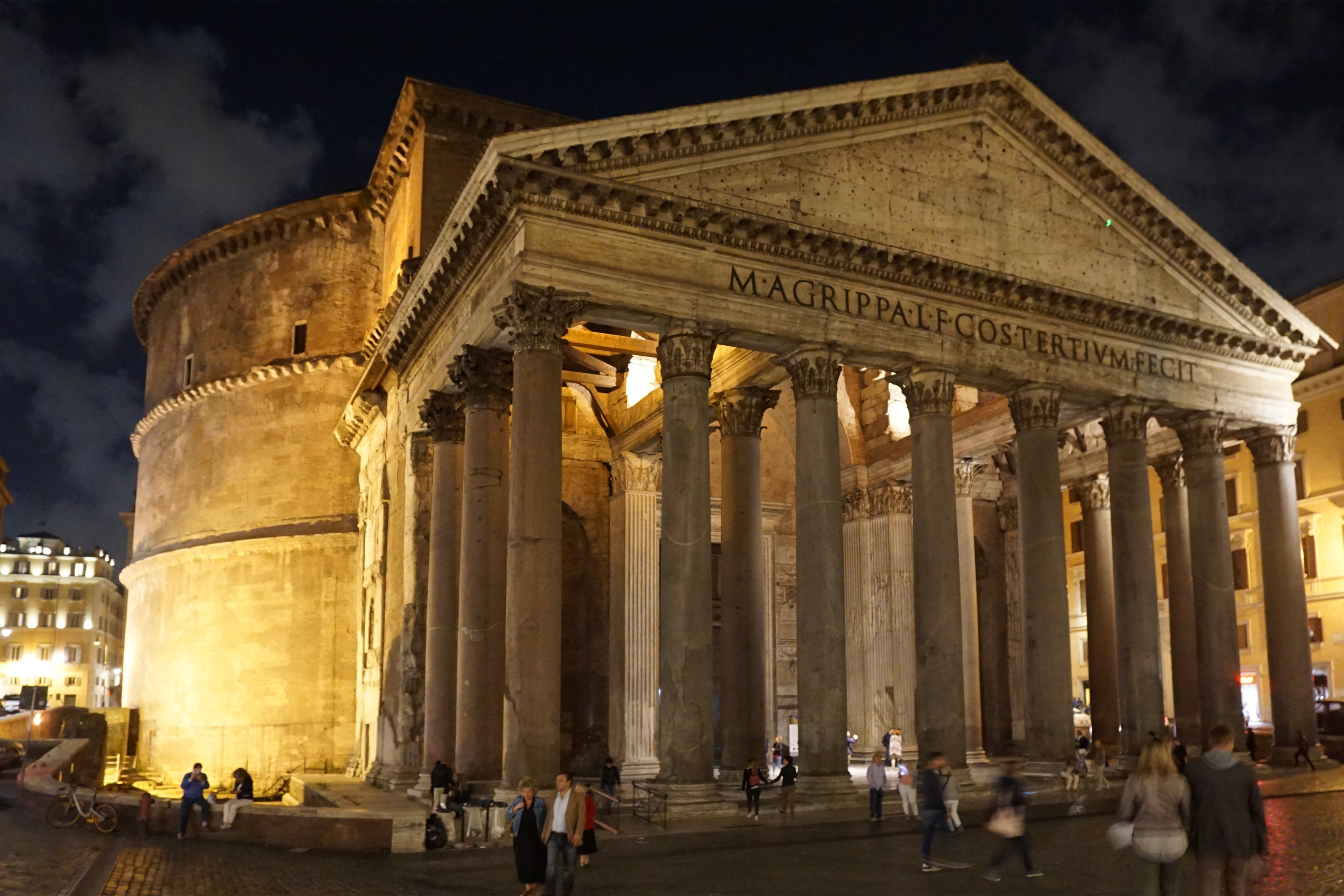
Le Panthéon de Rome.

Dans les années 1930, Franklin Delano Roosevelt voulut honorer Thomas Jefferson dans la capitale fédérale. Sur son initiative, le congrès américain passa une résolution en 1934 afin de réaliser son projet. Il fut confié à l'architecte John Russell Pope (1874 - 1937), à qui l'on doit également les bâtiments de la National Gallery of Art à Washington DC. Il a voulu mettre en relief le goût de Jefferson pour les bâtiments romains. C'est pourquoi il décida d'imiter le panthéon de Rome et de doter l'édifice d'un dôme spectaculaire. Le chantier fut entrepris en 1939. Le monument fut officiellement inauguré le 13 avril 1943 pour le bicentenaire de la naissance de Jefferson. Il est l'une des dernières réalisations de la tradition des Beaux-Arts aux États-Unis et fut sévèrement critiqué par les partisans du style international.

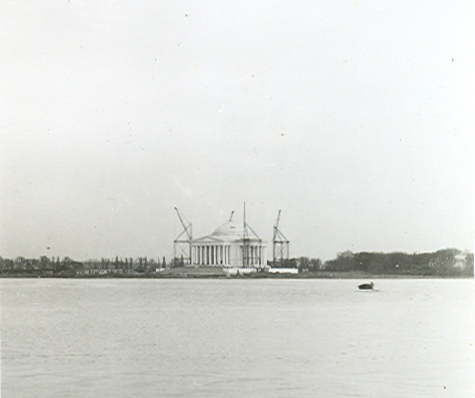
En construction en 1941, vu du Tidal Basin.

L'intérieur abrite une grande statue de Jefferson en bronze, réalisée par Rudulph Evans et qui fut ajoutée quatre ans après l'inauguration. La statue de Jefferson est placée face à la partie Sud de la Maison Blanche. Son regard veille sur le bâtiment. Il n'y a aucun obstacle naturel ou construit par l'Homme entre lui et le Palais Présidentiel. Le dôme s'élève à 39 mètres au-dessus du sol.

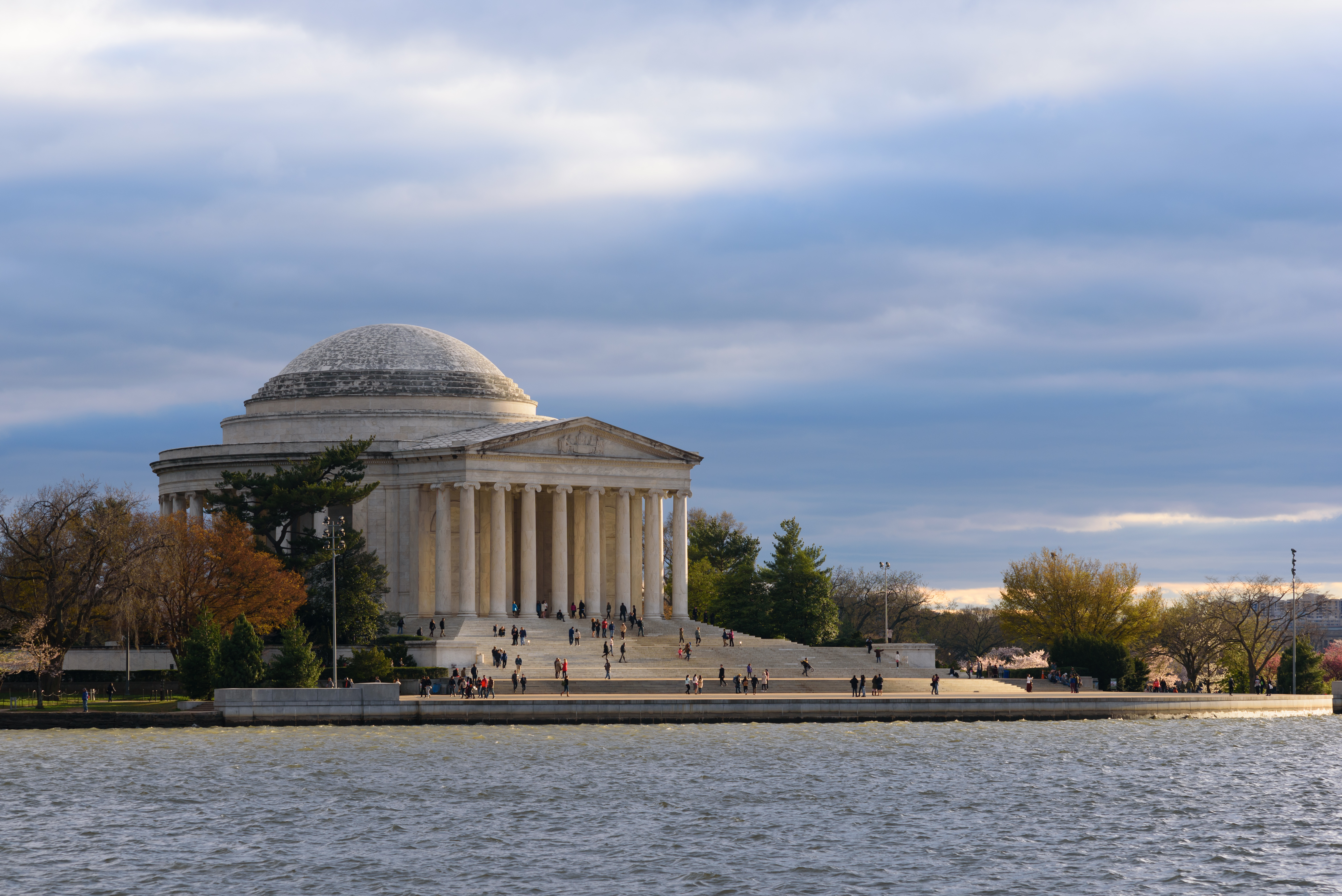
Le mémorial. Avril 2017.

## Culture populaire
Dans Les Simpson, saison 3 épisode 2, Lisa découvre que le député de Springfield Bob Arnold ait accepté un pot-de-vin pour déboiser la forêt de Springfield. Déçue, elle se rend au monument d’Abraham Lincoln, dans un premier temps, pour dire qu’elle a un gros problème, mais que de plus en plus de personne se rassemble devant la statue ayant des problèmes différents.  Après une période infructueuse, Lisa se rent au Mémorial Jefferson pour la même raison mais se fait interrompre par la statue de Jefferson plaignant qu’il y avait trop de personne au Monument Lincoln et par la suite racontant qu’il n’y a personne qui viens le voir croyant que tout est de sa faute en raison qu’il n’a jamais fait quelque chose d’important sauf l’Achat de la Louisiane, mais Lisa décide de partir et dès son départ la statue supplie Lisa de rester mais en vain.